# Montpouillan
Montpouillan – miejscowość i gmina we Francji, w regionie Nowa Akwitania, w departamencie Lot i Garonna.
Według danych na rok 1990 gminę zamieszkiwało 610 osób, a gęstość zaludnienia wynosiła 51 osób/km² (wśród 2290 gmin Akwitanii Montpouillan plasuje się na 636. miejscu pod względem liczby ludności, natomiast pod względem powierzchni na miejscu 933.).